# ناحیه بوگرا
ناحیه بوگرا (به لاتین: Bogra District) یک ناحیه در بنگلادش است که در استان راج‌شاهی واقع شده‌است.

## خصوصیات
ناحیه بوگرا ۲٬۸۹۸٫۶۸ کیلومترمربع مساحت و ۳٬۴۰۰٬۸۷۴ نفر جمعیت دارد.